# Donkey Kong Country: Tropical Freeze
Donkey Kong Country: Tropical Freeze, i Japan känt som Donkey Kong: Tropical Freeze (ドンキーコング トロピカルフリーズ Donkī Kongu Toropikaru Furīzu?), är ett 2D-plattformsspel som utvecklades av Retro Studios i samarbete med Monster Games och Nintendo SPD, och gavs ut av Nintendo i februari 2014 till deras konsol Wii U. Spelet gavs även ut till Nintendo Switch den 3 maj 2018 i Japan, och den 4 maj 2018 i Nordamerika och Europa.
Spelet är den femte delen i Donkey Kong Country-serien, och den andra som utvecklats av Retro Studios.

## Gameplay
Spelet är ett 2D-plattformsspel i samma stil som tidigare Donkey Kong Country-spel. Den här gången kan upp till två personer spela spelet samtidigt, och kan välja att spela som Donkey Kong, Diddy Kong, Dixie Kong eller Cranky Kong.

## Handling
Ett vikingaskepp anländer vid DK Island, och vikingar som kallar sig Snowmads planerar att erövra ön, vilket Donkey Kong och hans vänner måste förhindra.

## Fotnoter